# Гудя
Гу́дя, (угор. Gődényháza) — село в Королівській громаді Берегівського району Закарпатської області України.

## Історія
За версією угорського історика Іштвана Сабо Гивдиньгазо (так до 1946 року називалася Гудя) пішла від імені Гивдинь, яке в свою чергу є похідним від імені Гедеон. Другий варіант походження назви Гивдинь — пелікан угорською. Русинська назва села в 1773 році зафіксована як Гудьї, з часом, мабуть, для зручності вимови, трансформувалася в Гудю.
Гудя — одне із самих визначних сіл дрібних немешів (шляхтичів) Угочанщини. Село, у якому кріпаки взагалі не могли дістати землі. Таким чином, простолюдини в ньому ніколи не проживали. Вперше про них згадується в урбаріальних записах (1772—1775), коли в списках жителів села появляються чотири сімейні і один неодружений желярі. В 1743 році в селі згадується 7 гончарів і 3 чоботарі, професій інших не вказується, видно, займалися землеробством.
На місці сучасної Гуді знаходилося поселення госпітів, німецьких колоністів Торнателек, яке було залишене під час татарської навали 1241 року і було незаселеним ще в 1262 році, коли король Іштван молодший передав його сину Мункача-Неду. В минулому жителі Гивденьгази обслуговували королівський замок Нялаб. Про це свідчить сільська печатка, на якій зображений вершник-витязь із шаблею в руці з трьохмовним написом — чеською, русинською та угорською мовами. Відомо, що малюнки на давніх сільських печатках не бувають випадковими.
З опису Елека Фийнєша в 1851 році: « Гивденьгазо угорське село… 12 римо-католиків, 210 греко-католиків, 314 реформатів, 52 євреї; з реформатською материнською церквою, філією греко-католицької церкви. Землі рівнинні і врожайні, води Ботару протікають через село і належні йому землі. Цю місцевість король Іштван У в 1262 році подарував, замість Адор'яна, і тепер процвітаючому роду Гивденів.»
Церква св. Василя Великого. 1868.
У 1751 та 1775 роках згадують дерев'яну церкву, збудовану в 1729 р., яка спочатку була вкрита соломою та прикрашена старими образами.
Теперішню базилічну церкву споруджено в центрі села біля головної дороги з 1842 по 1869 р. Довжина храму склала 22 м, ширина — 13,80 м, висота разом з вежею — 27 м при висоті стін 8 м. Будівництво вимагало багато зусиль, оскільки каміння возили з Королева, віддаленого на 7 км, а цеглу випікали ручно в селі.
За даними які зібрав місцевий дослідник Адальберт Тарнай, стіни храму вимурували майстри Михайло Лекнер та Гензел Суромі з села Балантова у Словаччині.
Упродовж будівництва церкви в селі священикували о. Андрій Медвецький, о. Павло Маркович, о. Юлій Янкович. Багато старань докладали куратори Степан Гадачі, Василь Токар, Василь Тарнай, Іван Лазар, Антон Чейпеш, Василь Воличков. Першим священиком у цій церкві став Анатолій Буковський. З початку церква була вкрита драницями, у червні 1916 р. драниці замінили етернітом, у травні 1932 р. дахи вкрилися бляхою, а наступного року поновлено зовнішню штукатурку стін. 29 листопада 1916 р. закінчено малювання церкви та іконостасу, яке виконали художники Юлій Адам та Степан Стриж з угорського міста Іжосеґ. Іконостас налічує 40 ікон, мальованих олією на блясі. Вищезгадані поновлення відбулися за священиків Ореста Галушкая та Євгена Хоми, кураторами були Євген Тарнай, Карло Тарнай, Антон Рай, Андрій Тарнай. У 1989 р. церкву повернуто греко-католикам. З 1998 р. проводиться капітальний ремонт храму.
В селі є також реформатська церква, збудована у 1908 р. Згідно письмових документів, гудянська реформатська громада утворилася в 1621 році. Перша її церква була побудована в 1666 році, потім на тому ж місці, в 1784 році реконструйована. Згідно документів цієї церкви, була і дерев'яна вежа.
В 1800-х роках, через аварійність храму, почали задумовуватися про будівництво нової церкви. 14 березня 1908 року експлуатацію церкви заборонили. Богослужіння відбувалося в державній школі. Нову церкву побудували на болотистому плоскому місці на острові річки Ботар. Наріжний камінь заклали 2 липня 1908 року. Внутрішня ширина 9 м, довжина 18 м з двома дзвонами. Перша метрична книга з 1762 року. Невеликі відновлювальні роботи проведенні ззовні у 1989 році, а внутрішні — в 1990 році. В 2008 році на честь сторіччя церкви був проведений капітальний ремонт, половину грошей на який дала багата благодійниця з Угорщини Добра Маргарита, уродженка Гуді. Навколо церкви металічна огорожа довжиною 204 м.
Громада володіла парохією, яку збудували в 1827 році, а в 1947 році забрали. Потім в 1996 році влада, не знаючи що з нею робити через запущений стан, віддала парохію громаді. ЇЇ наново перебудували. Вже готові два зали для занять, житлова частина потребує закінчення. Богослужіння проводить душпастир Лорант Молнар.
біля села розвідані значні запаси газу, видобуток якого відкладено на невизначений період. Справа в тому, що розвіданий газ містить багато сірки, що не дає можливості для його споживання. У 80-х роках минулого століття планували, що газ із цього родовища буде додаватися до газопотоків, які транспортувалися в Румунію, звичайно, збагативши вміст в них сірки в межах дозволених стандартами величин, а зекономлені вуглеводи можна було б використати у народному господарстві України. Але з розпадом Союзу заплановане не вдалося здійснити.

## Легенда з історії села
Жив давно-давно в королівському замку король та мав він полководця на ймення Гудя, який йому дуже вірно служив. Раз сів король обідати й сказав своєму полководцеві: «За вірну службу дарую тобі стільки землі, скільки об'їдеш на коні, доки я пообідаю». Сів Гудя на коня, взяв гостру шаблю в руки й маленькі папірці у торбину. В тих часах на цій околиці були чисті поля, були й густі ліси. Де їхав Гудя через ліс, там стинав шаблею корчі та дерева; де їхав полем, там кидав за собою папірці. Так позначив землю, яку він об'їхав. Ще король сидів при обіді, вже Гудя вернувся. Король подивився на поле, яке Гудя об'їхав, і подарував йому справді ту землю. Там оселився Гудя із своєю родиною. Потім оселилися там інші люди.
Імовірно, саме сюжетом цієї легенди навіяна символіка старовинного герба селища, відомого з громадської печатки, датованої 1821 р.: зображення лицаря з мечем (або шаблею) у руці, що скаче на коні.

## Населення
Згідно з переписом УРСР 1989 року чисельність наявного населення села становила 573 особи, з яких 274 чоловіки та 299 жінок.
За переписом населення України 2001 року в селі мешкали 594 особи.

### Мова
Розподіл населення за рідною мовою за даними перепису 2001 року:
| Мова       | Відсоток |
| ---------- | -------- |
| українська | 50,84 %  |
| угорська   | 47,97 %  |
| російська  | 1,18 %   |

## Відомі люди
Коложварі Федір Жигмундович — заслужений майстер народної творчості УРСР.

## Туристичні місця
- храм  св. Василя Великого. 1868.
- походження назви Гивдинь — пелікан по- угорськи
- річка Ботар